# Johannes Andersen (advokat)
Johannes Andersen (født  9. maj 1885 i Haderslev, død 5. marts 1961 sammesteds) var en dansk advokat og  bror til  Holger Andersen.
Han studerede jura i Tyskland og fik senere advokatfirma i Haderslev. Han var medlem af Den internationale Kommissions overordentlige domstol i 1920 og var bestyrelsesmedlem i Grænseforeningen og i Flensborg Avis.

## Ikonografi
Et portrætmaleri malet af Harald Slott-Møller af Johannes Andersen er ophængt i Klubværelset på Flensborghus.